# LiveMaker
LiveMaker（ライブメーカー）は、ヒューマンバランスが提供していたアドベンチャーゲーム用スクリプトエンジン、または、そのエンジン上で動作するスクリプトの生成機能を統合した、ノベルゲーム総合開発環境。独自ライセンスの下で配布されていたフリーウェアである。
「吉里吉里2」のように、スクリプトを直接タイプする必要はなく、初心者に非常に優しい設計になっている。
2018年2月28日をもって公式に開発と配布の終了が宣言されたが、2019年５月現在、配布についてはLiveMakerのインストーラーと旧LiveMaker公式サイトのHTMLコンテンツがセットになったアーカイブが、有限会社ふりーむの運営する「Freem!（ふりーむ！）」にて「一切のサポート無し」を前提条件としてダウンロードできるようになっており、引き続き、その条件の下であれば本ソフトを利用できる。

## 構成するソフトウェア群
「LiveMaker」は、以下に示すソフトで構成されていた。
- LiveNovel
「LiveMaker」のメインツール。シナリオを記述するためのエディタ。従来では不可能であったGUIでの操作で、シナリオ分岐などを実現していた。
- GraphicsGale for LiveMaker
アニメーションに対応したグラフィックエディタ。
- LiveCinema
シネマ（スライドアニメーション）を編集するためのソフトウェア。
- LivePreviewMenu
アイコン選択式メニューを作成するためのソフトウェア。これを用いて、分岐用のグラフィカルな選択画面を生成していた。Gale形式の画像を読み込むことが可能で、背景・選択用画像を設定できた。選択用画像には、番号や名前を付加することが可能で、この名前に基づいて「LiveNovel」で分岐を記述できた。
- BitMapToGale
様々な画像形式から、「LiveMaker」で読み込むことのできるファイル形式に変換するためのソフトウェア。BMP、JPEG、PNGなどの、主要な画像ファイル形式を変換することが可能だった。どのような場合でも、Gale形式ファイル（拡張子は.gal）に変換しない限り、「LiveNovel」上でスクリプトに組み込むことはできなかった。環境によっては変換に時間がかかる。また、起動しておくだけでリソースを消費する場合もあった。

そのほかにも、テストプレイ時のデバッグ用の実行機能を「LiveNovel」上から実行できた。しかし、この実行環境は「LiveNovel」とは別のプログラムであったため、デバッグ中にフリーズした場合でも「LiveNovel」上のデータの欠損が防げるという特性を持っていた。ただし、初期バージョンでは、この実行環境がフリーズすることがあった（実際に、完成ファイル用に出力されるプログラムファイルは、比較的安定していた）。

## ロゴ表示
本ソフトの歴史初期から中期まではフリー、または同人向けの「LiveMaker」において、生成されたプログラムに強制的に「Made With Human Balance」のロゴが差し込まれる仕様だった。この表示は、「Made With Macromedia」を強く意識した形になっていた。本ソフトの中後期のバージョンではライセンス形態が刷新され、フリー版においてもロゴは差し込まれない仕様だった。

## 各バージョンによる違い
- LiveMaker
個人・法人・団体、営利・非営利を問わずすべて無料で使用できた[1]。作品の価格設定にも制限はなかった。旧来、上記のロゴ問題があったが、晩年は解決されている。2004年ごろから、このスクリプトエンジンを採用したノベルゲームが増え、「吉里吉里」、「Nscripter」などの圧倒的なシェアの前に健闘していたが、2012年2月23日のライセンス変更に伴い業務用のLiveMakerProは廃止され、LiveMakerはフリーウェア版に統一された。
- LiveMaker（フリーウェア版、ライセンス変更以前）
主に、同人向けに用いられたソフト。作品の価格設定に制限があった（3000円まで）が、すべて無料で使用できた。
- LiveMakerPro（シェアウェア版、ライセンス変更以前）
主に業務用に用いられたソフト。「LiveMaker（フリーウェア版）」では、制限されていたソフトの価格設定が無く、追加の機能も多かった。ただし、一定のマージンをヒューマンバランスに支払う必要があった。